# Fortress Forever
Fortress Forever — багатокористувацький мод заснований для Half-Life 2. Був визнаний найкращим модом 2007 журналом PC Gamer Magazine.

## Відмінності від Team Fortress Classic
1. телепорт з Team Fortress Classic не включені в Fortress Forever.
2. Шпигун не може прикидатися мертвим у зв'язку зі складностями здійснення цього в Source Engine. Зате шпигунам дали кілька можливостей: невидимий, Безшумна невидимість, Маскування, злом гармат Інженера тощо.
3. Громадянин тепер має спеціальну броню і кулемет Томпсона (Tommy gun) (В даний час прибраний з гри).
4. У солдатів більше ракет у ракетниці.
5. Мініган кулеметника тепер може перегрітися при довгій стрільби (В 2.1 версії такого немає), а також при довгій стрільби завдано шкоди в 1-2 одиниці (прибрано в 2.0).

Зміни в GUI
У Fortress Forever можна змінити приціли і звуки таймерів, а також освітлення та багато іншого (останнє додано у версії 2.0) Незабаром планується додати ботів Omni-Bot.
HUD Fortress Forever відрізняється від HUD Team Fortress Classic і в 2.0 версії він може міняти колір в залежності від команди, вибраної гравцем Fortress Forever ще відрізняється від попередника новою графікою (заснована на рушії SOURSE)